# Куниця кам'яна
Куниця кам'яна, або куна хатня, або білодушка (Martes foina) — хижий ссавець роду куниця (Martes) з родини Мустелових (Mustelidae).
Є найпоширенішим видом куниці в Європі і єдиним видом куниць, який формує стійкі синантропні угруповання. Цей вид також відомий як «куна-білодушка» та «куна хатня».

## Зовнішній вигляд

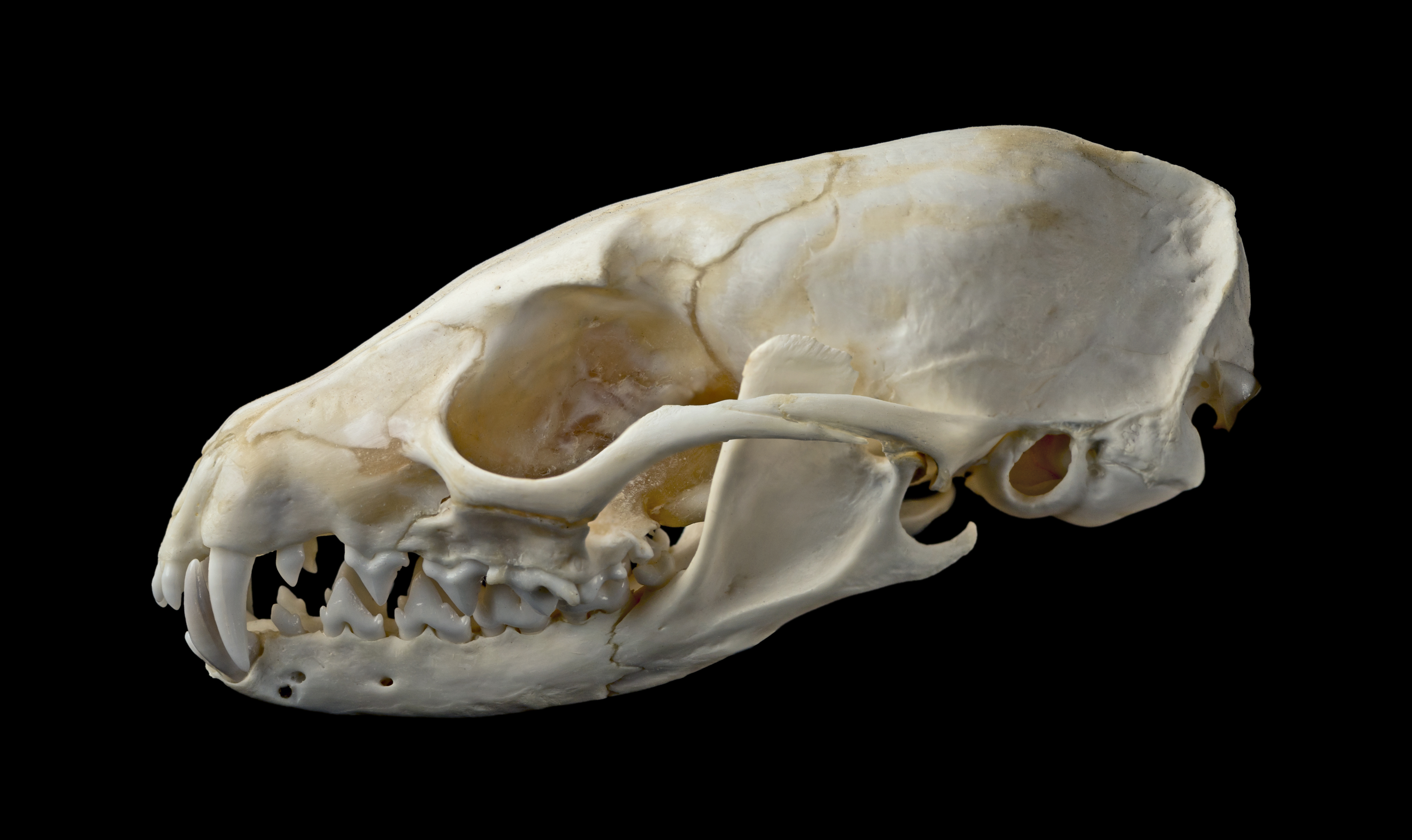
Череп кам'яної куниці

Будова тіла куниці кам'яної звичайна для свого роду, з довгастим струнким тулубом і відносно короткими кінцівками. Хвіст досить довгий і пухнастий. Від лісової куниці вона відрізняється формою і забарвленням шийної плями. У кам'яної куниці вона біла і роздвоєна, а також може тягнутися до передніх лап, тоді як у лісової куниці вона жовтувата і округла. Проте у деяких азійських популяцій кам'яної куниці шийна пляма може і повністю бути відсутньою. Хутро цих тварин забарвлене в сіро-бурі відтінки і досить жорстка. Іншими відмінностями від лісової куниці є світлий ніс і непокриті хутром ступні.

### Морфометрія
Куна кам'яна дещо дрібніша, але важча за свого близького родича. Ці тварини досягають довжини тіла від 40 до 55 см, а довжина хвоста становить від 22 до 30 см. Вага кам'яної куниці коливається в межах від 1,1 до 2,3 кг.

## Поширення
Кам'яна куниця населяє велику частину Євразії. Її ареал розповсюдження тягнеться від Піренейського півострова до Монголії і Гімалаїв. Спеціально для полювання на хутро, інтродукована популяція існує і в американському штаті Вісконсин.
Це єдиний представник роду, що не мешкає виключно в лісовій місцевості. Кам'яна куниця віддає перевагу відкритій місцевості з чагарниками і окремими деревами, часто кам'янистому ландшафту, що дав їй її назву. У горах кам'яна куниця зустрічається до висоти 4000 м над рівнем моря. Вона не боїться з'являтися поблизу людських поселень і нерідко зустрічається в парках, сараях і на горищах.

## Поведінка
Кам'яні куниці активні головним чином в нічний час, а вдень ховаються в своїх укриттях. Природними укриттями їм служать розколини скель, купи каменів і покинуті сховища інших тварин (самі кам'яні куниці їх не будують і не копають). Поблизу поселень кам'яні куниці нерідко використовують для цього горища або стайні. Гнізда вистеляють волоссям, пір'ям або рослинним матеріалом. Вночі кам'яні куниці йдуть на пошуки здобичі, пересуваючись при цьому в основному по землі. Хоч кам'яна куниця і уміє добре лазити на дерева, вона це робить рідко.
Як більшість куниць, кам'яні куниці ведуть одиночний спосіб життя і поза шлюбним періодом уникають контактів зі своїми родичами. У кожної особини є територія, яку вона маркує спеціальним секретом і захищає від інших кам'яних куниць своєї статі. Площа такої території може коливатися, але зазвичай вона менша, ніж у лісової куниці. Вона може складати від 12 до 210 гектарів і залежить зокрема від статі (у самців ареали більші, ніж у самок), від пори року (взимку ареали дрібніші, ніж влітку) і від наявності в нім здобичі.

## Живлення
Кам'яні куниці є всеїдними тваринними, проте споживають перш за все м'ясо. Вони полюють на дрібних ссавців (наприклад, гризунів або кролів), птахів (також споживають їх яйця), жаб, комах та інших дрібних тварин. Влітку важливу частину їх раціону складає рослинна їжа, перш за все ягоди і фрукти. Іноді кам'яні куниці проникають в курники або голуб'ятні. Панічне метання птахів викликає у них хижацький рефлекс, що примушує вбивати всю можливу здобич, навіть якщо її кількість набагато перевищує те, що вони в змозі з'їсти.

## Розмноження
Спаровування проходить у літні місяці від червня до серпня, але через консервацію сімені в тілі самки, потомство з'являється на світ лише навесні (від березня до квітня). Таким чином, між спаровуванням і пологами проходять вісім місяців, тоді як безпосередньо вагітність триває всього один місяць. За один раз народжуються, як правило, три або чотири дитинчати, які на початку сліпі і голі. По закінченню місяця вони вперше розплющують очі, ще місяцем пізніше відвикають від молочного харчування, а восени стають самостійними. Статева зрілість наступає у віці від 15 до 27 місяців. Середня тривалість життя в дикій природі складає три роки, найуспішніші особини доживають до десяти років. У неволі кам'яні куниці стають набагато старшими і доживають до 18 років.

## Кам'яна куниця і людина
На кам'яну куницю іноді полюють заради її хутра, проте в менших масштабах, ніж на лісову куницю, оскільки хутро кам'яної куниці вважається менш цінним. Також її переслідують як «шкідника», що проникає в курники або загороди для кролів.
Кам'яні куниці відомі тим, що перегризають кабелі і шланги в автомобілях, чим завдають істотного збитку. Причиною такої поведінки є залишкове тепло двигуна і його запах, що діють на цих тварин привабливо. Там же вони люблять залишати маркування свого перебування (послід, запахові мітки), які, у свою чергу, привертають увагу інших родичів. Для захисту від куниць існують різні засоби; іноді допомагають і домашні засоби відлякування куниць, такі як волосся собаки.
Кам'яні куниці в більшій частині ареалу вельми численні і не належать до видів, що перебувають під загрозою зникнення. У багатьох країнах на них можна легально полювати.

## Галерея

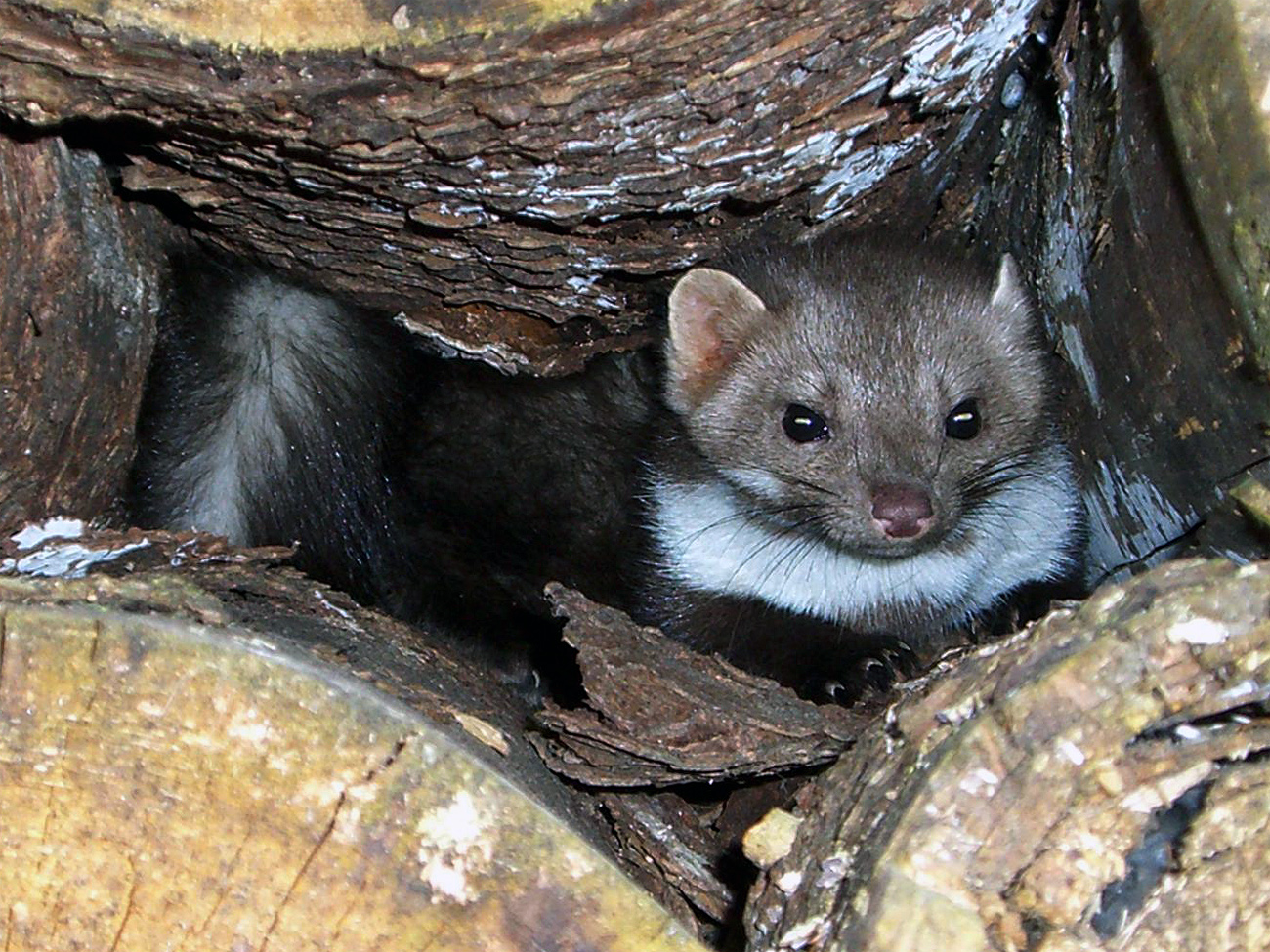
Кам'яна куниця ( Martes foina )
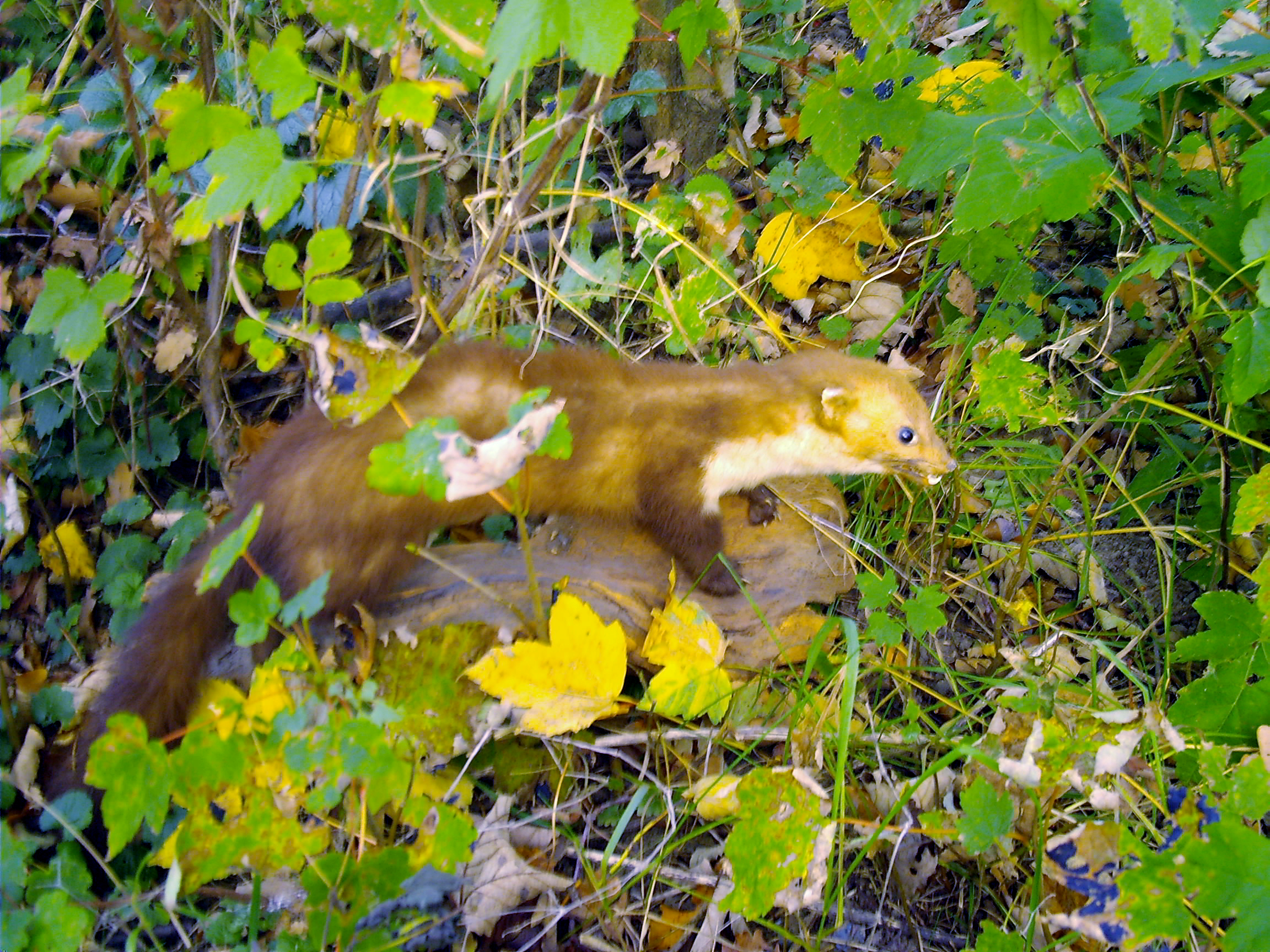
Кам'яна куниця
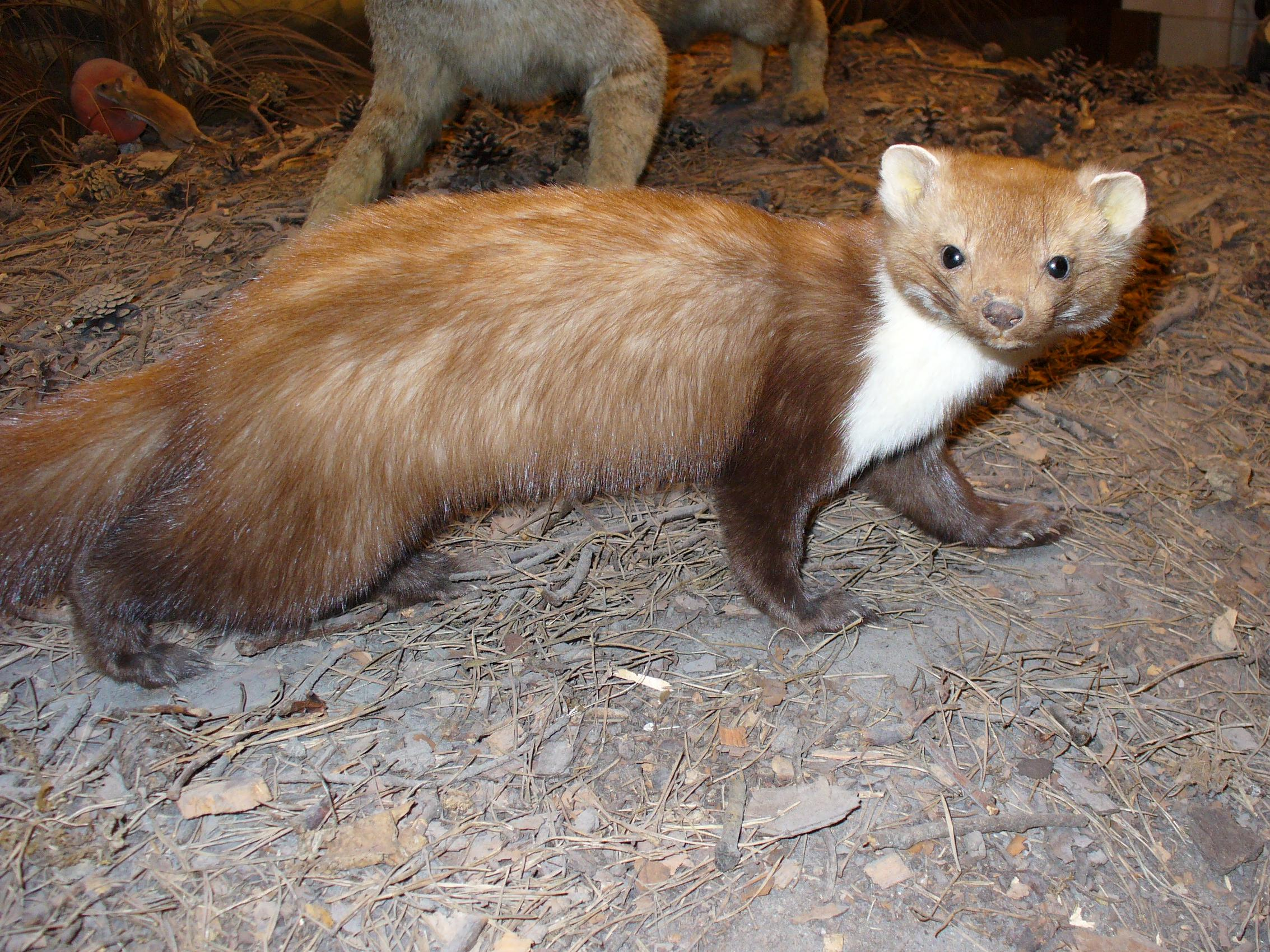
Кам'яна куниця ( Martes foina )
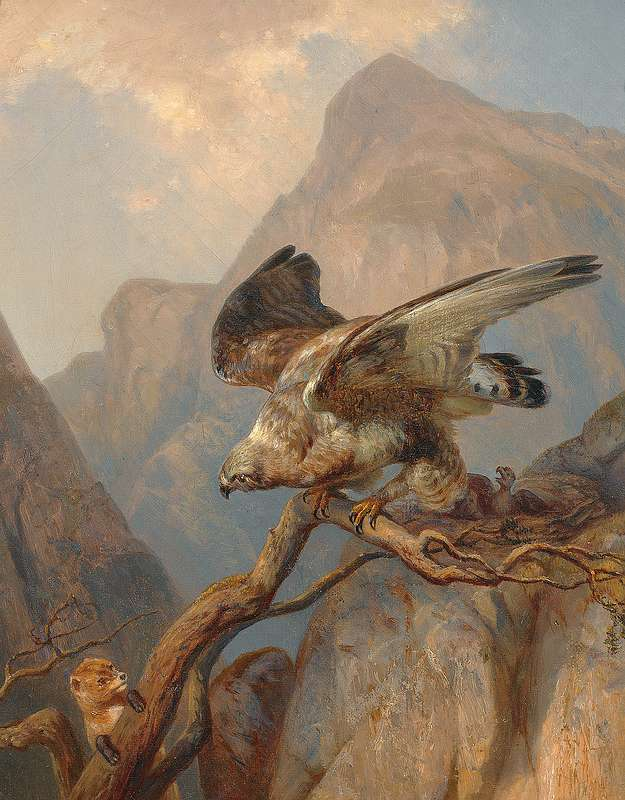
Кам'яна куниця біля орлиного гнізда
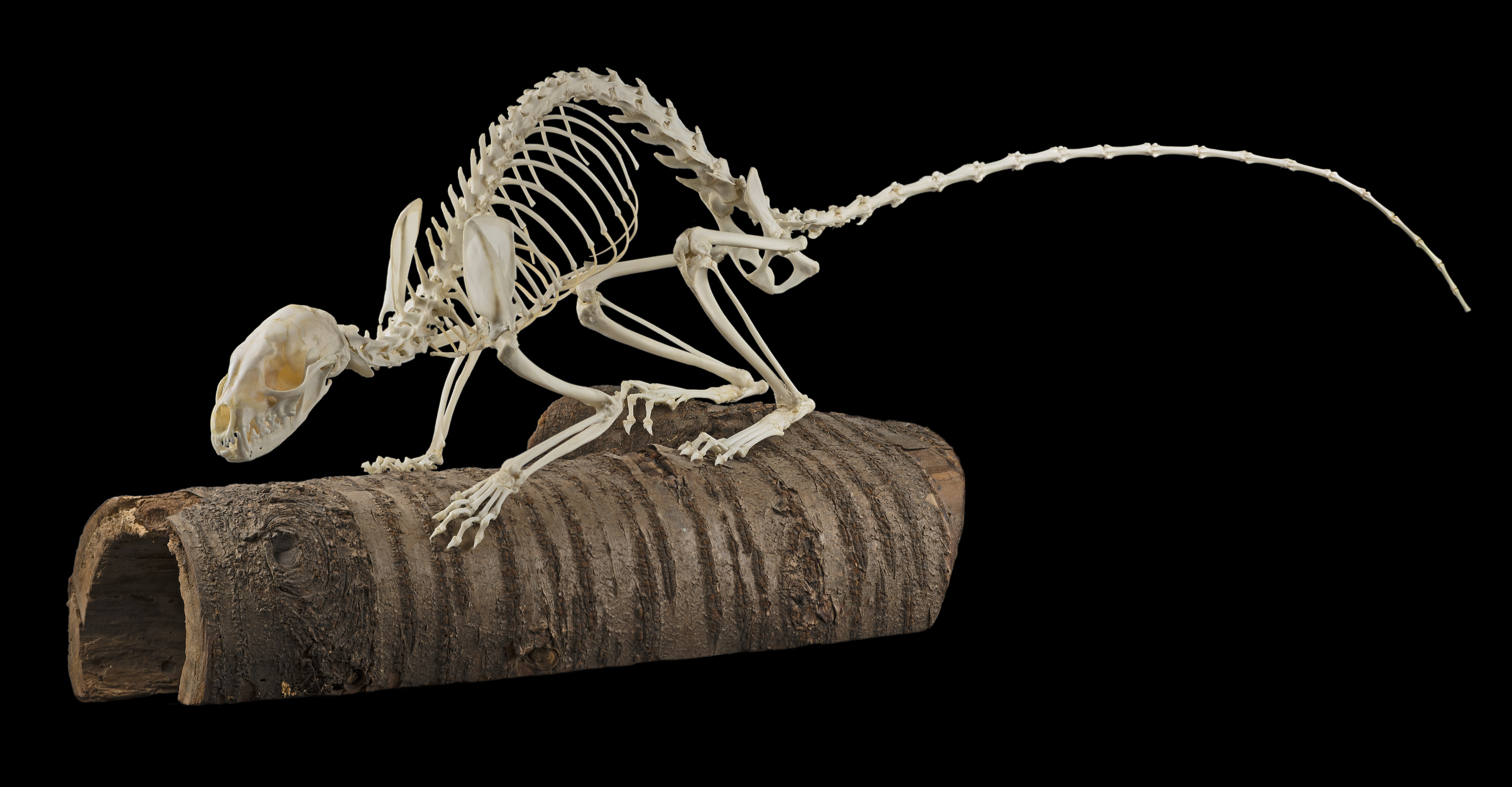
Скелет